# Tiffany Maxwell
Tiffany Maxwell es un personaje ficticio que protagoniza la novela The Silver Linings Playbook de Matthew Quick y la adaptación al cine de la misma, Silver Linings Playbook de David O. Russell. La actriz Jennifer Lawrence fue la encargada de interpretar al personaje en la película, y gracias a su interpretación ganó el premio Óscar a la mejor actriz.

## Biografía

### Antes de los acontecimientos de la trama
Tiffany estaba casada y tenía una vida feliz, hasta que un día, su esposo murió en un accidente. Entonces, se mudó al lado de sus padres y empezó a desesperarse: empezó a tener cambios de humor y comenzó una adicción al sexo.
En el trabajo, fruto de su desesperación, mantuvo relaciones sexuales con todos sus compañeros de oficina. Empezó a haber disputas, discusiones e incluso peleas en su lugar de trabajo y, acusando a su jefe de abuso sexual, fue despedida. Entonces, fue obligada a tomar medicamentos para remediar sus cambios de humor.

### Papel en la trama
Para intentar que Tiffany se recuperara de la muerte de su marido, su hermana Verónica y su cuñado Ronnie le invitaron a cenar a su casa, a lo que ella aceptó. Sin embargo, allí se encontró con Pat, un hombre que también padecía trastorno bipolar y acababa de salir del hospital psiquiátrico. En casa de su hermano entablaron una extraña amistad y Pat decidió acompañarla a su casa.
Tiffany prometió a Pat que le daría a Nikki (la esposa de Pat) una carta que le había escrito, ya que no podía hablar con ella cara a cara debido a que Nikki le había puesto una orden de alejamiento. Tras pensar sobre la promesa, Tiffany decidió que no le daría la carta a Nikki si Pat no aceptaba ser su pareja en un concurso de baile del hotel Benjamin Franklin, así que Pat no tuvo más remedio que aceptar el trueque.
Entonces, Tiffany y Pat empezaron a ensayar constantemente, y a veces con la ayuda de Danny, el amigo de Pat. Tiffany decidió no darle la carta a Nikki, debido a que se había enamorado de Pat. Sin embargo, escribe una falsa carta de respuesta a la de Pat en nombre de Nikki, escribiendo que no quería intentar nada de nuevo con él y que una reconciliación era imposible.
Tiffany le entrega la falsa respuesta a Pat, y éste se desmorona. A continuación, Pat se saltó los ensayos con Tiffany porque prometió a su padre que iría con su hermano al partido de los Philadelphia Eagles, ya que cree que su hijo da buena suerte y así ganaría sus apuestas, de las que dependía su negocio.
El partido para Pat es desastroso porque tiene una gran pelea contra aficionados del equipo contrario. Entonces, Tiffany va corriendo y enfadada a la casa de los Solitano a pedir explicaciones a Pat de por qué no fue con ella al ensayo, a lo que responde que prometió a su padre ir al partido porque creía que daba buena suerte a su apuesta.
Tras estar investigando, Tiffany explicó a los Solitano que cuando Pat estaba con ella los Eagles ganaban y daba más buena suerte y convenció al supersticioso padre de Pat de que tenían que estar juntos para que ganara su equipo.
Después de que Tiffany le convenciera, el padre de Pat realizó una doble apuesta en la que los Eagles tenían que ganar y, además, Tiffany y Pat tenían que sacar una nota media de 5 en el concurso de baile. Si ganaba la apuesta, Pat Sr. podría comenzar un negocio familiar con un restaurante, que es lo que siempre había querido.
Entonces, Pat Jr. se da cuenta de que Tiffany había escrito la respuesta a su carta, pero decide callárselo. Llega el día del concurso y, cuando Tiffany se da cuenta de que Nikki verdaderamente había asistido, se vuelve histérica e impotente ante la situación.
Desmoralizada y desganada, se dirige al bar del hotel, donde consume dos vodkas. Sin embargo, Pat localiza a Tiffany en el bar y consigue convencerla de salir a la pista de baile. Antes de bailar, los Eagles ganan el partido y a Pat Sr. sólo le queda que Tiffany y Pat sacaran un 5 de media.
La pareja sale a la pista y consiguen realizar un buen baile, hasta que cometen un error en el "gran paso". Acaba la actuación y los jueces le dan una puntuación media de 5. La euforia los embarga, ya que habían ganado la apuesta y Pat Sr. por fin podría cumplir su sueño familiar.
Tiffany cambia de humor repentinamente cuando Pat la deja en medio de un abrazo para ir a hablar con Nikki. Entonces, destrozada, Tiffany se marcha del hotel. Va llorando y caminando lentamente por la calle hasta que se da cuenta de que Pat estaba siguiéndole. Sin embargo, decide huir y olvidarse de él.
Pat consigue alcanzar a Tiffany y le cuenta que sabía que ella había escrito la carta de Nikki y se declara, diciéndole que se enamoró de ella en el primer momento que le vio y que tardó en darse cuenta de que Tiffany sentía lo mismo que él. Entonces, los dos se besan y empiezan una relación sentimental.

## Recepción
La actuación de Jennifer Lawrence fue aclamada tanto por la crítica como por el público mundial. El crítico Richard Corliss de la revista Time alabó a la actriz con la siguiente frase:

"Las interpretaciones de estos actores son razones suficientes para ir. La razón para quedarse es Lawrence."

El crítico Peter Travers de Rolling Stone señaló la química entre Lawrence y Bradley Cooper, actor que interpreta a Pat, de la siguiente manera:

"Matizada de sombras e incendiada por Lawrence y Cooper, Silver Linings Playbook eleva el ratio de comedia romántica. Es demencialmente buena."

El crítico español Toni Vall de la revista Cinemanía aclama la actuación de Lawrence, pero desestima el final de la película:

"Gran Jennifer Lawrence, presencia casi siempre turbadora (...) Buenos actores, latigazos de cine de altura y, lástima, un final romanticón y decepcionante (...)."

Sin embargo, el crítico Rex Reed de la revista New York Observer otorga una crítica negativa a Lawrence y a la película:

"Una pequeña película lenta, repetitiva, dispersa y sobreactuada en su mayor parte (...) No hay nada malo con la sobrevalorada Jennifer Lawrence que unas serias lecciones de interpretación no puedan mejorar."

### Premios y nominaciones
La actriz consiguió gran cantidad de premios y nominaciones por su interpretación. Entre ellos destacan los siguientes:
| Premio                                   | Categoría                        | Resultado |
| ---------------------------------------- | -------------------------------- | --------- |
| Premios Óscar de 2012                    | Mejor actriz                     | Ganadora  |
| Premios Globo de Oro de 2012             | Mejor actriz - Comedia o musical | Ganadora  |
| Premios del Sindicato de Actores de 2012 | Mejor actriz                     | Ganadora  |
| Premios BAFTA de 2012                    | Mejor actriz                     | Nominada  |

## Curiosidades
- El papel de Tiffany iba a ser interpretado inicialmente por Anne Hathaway, pero debido a diferencias creativas con David O. Russell y por conflictos de agenda, la actriz decidió abandonar.[6]
- Tiffany inicialmente iba a ser una gótica, pero el productor de la película Harvey Weinstein desestimó la idea.
- Al principio, el director David O. Russell pensaba que Lawrence no era adecuada para el papel debido a su corta edad (tenía 21 años al momento de la filmación), pero la actriz le impresionó en su audición.